# Оскар (кинопремия, 2003)
75-я церемония вручения наград премии «Оскар» за заслуги в области кинематографа за 2002 год состоялась 23 марта 2003 года в театре «Кодак» (Голливуд, Лос-Анджелес, Калифорния). Номинанты были объявлены 11 февраля 2003 года. Ведущим церемонии выступил актёр-комик Стив Мартин.
Главным фильмом года стала картина Роба Маршалла «Чикаго», получившая 6 статуэток (в том числе за лучший фильм) из 13 номинаций. Фильм Мартина Скорсезе «Банды Нью-Йорка», номинированный в 10 категориях, в итоге не получил ни одного «Оскара».

## Фильмы, получившие несколько номинаций
| Фильм                                                                   | номинации | награды |
| ----------------------------------------------------------------------- | --------- | ------- |
| • Чикаго / Chicago                                                      | 13        | 6       |
| • Банды Нью-Йорка / Gangs of New York                                   | 10        | -       |
| • Часы / The Hours                                                      | 9         | 1       |
| • Пианист / The Pianist                                                 | 7         | 3       |
| • Властелин колец: Две крепости / The Lord of the Rings: The Two Towers | 6         | 2       |
| • Фрида / Frida                                                         | 6         | 2       |
| • Проклятый путь / Road to Perdition                                    | 6         | 1       |
| • Адаптация / Adaptation.                                               | 4         | 1       |
| • Вдали от рая / Far from Heaven                                        | 4         | -       |
| • Поговори с ней / Hable con ella                                       | 2         | 1       |
| • О Шмидте / About Schmidt                                              | 2         | -       |
| • Поймай меня, если сможешь / Catch Me If You Can                       | 2         | -       |
| • Человек-паук / Spider-Man                                             | 2         | -       |

## Список лауреатов и номинантов
★ Лауреаты выделены отдельным цветом. 

### Основные категории
| Категории                                | Лауреаты и номинанты                                                                    | Лауреаты и номинанты                                                                |
| ---------------------------------------- | --------------------------------------------------------------------------------------- | ----------------------------------------------------------------------------------- |
| Лучший фильм                             | ★ Чикаго (продюсер: Мартин Ричардс)                                                     | ★ Чикаго (продюсер: Мартин Ричардс)                                                 |
| Лучший фильм                             | • Банды Нью-Йорка (продюсеры: Альберто Гримальди и Харви Вайнштейн)                     |                                                                                     |
| Лучший фильм                             | • Часы (продюсеры: Скотт Рудин и Роберт Фокс)                                           |                                                                                     |
| Лучший фильм                             | • Властелин колец: Две крепости (продюсеры: Барри М. Осборн, Фрэн Уолш и Питер Джексон) |                                                                                     |
| Лучший фильм                             | • Пианист (продюсеры: Роман Полански, Робер Бенмусса и Ален Сард)                       |                                                                                     |
| Лучший режиссёр                          | Роман Полански                                                                          | ★ Роман Полански за фильм «Пианист»                                                 |
| Лучший режиссёр                          | Роман Полански                                                                          | • Роб Маршалл — «Чикаго»                                                            |
| Лучший режиссёр                          | Роман Полански                                                                          | • Мартин Скорсезе — «Банды Нью-Йорка»                                               |
| Лучший режиссёр                          | Роман Полански                                                                          | • Стивен Долдри — «Часы»                                                            |
| Лучший режиссёр                          | Роман Полански                                                                          | • Педро Альмодовар — «Поговори с ней»                                               |
| Лучший актёр                             | Эдриен Броуди                                                                           | ★ Эдриен Броуди — «Пианист» (за роль Владислава Шпильмана)                          |
| Лучший актёр                             | Эдриен Броуди                                                                           | • Николас Кейдж — «Адаптация» (за роль Чарли Кауфмана / Дональда Кауфмана)          |
| Лучший актёр                             | Эдриен Броуди                                                                           | • Майкл Кейн — «Тихий американец» (за роль Томаса Фаулера)                          |
| Лучший актёр                             | Эдриен Броуди                                                                           | • Дэниел Дэй-Льюис — «Банды Нью-Йорка» (за роль Билла «Мясника» Каттинга)           |
| Лучший актёр                             | Эдриен Броуди                                                                           | • Джек Николсон — «О Шмидте» (за роль Уоррена Шмидта)                               |
| Лучшая актриса                           | Николь Кидман                                                                           | ★ Николь Кидман — «Часы» (за роль Вирджинии Вульф)                                  |
| Лучшая актриса                           | Николь Кидман                                                                           | • Сальма Хайек — «Фрида» (за роль Фриды Кало)                                       |
| Лучшая актриса                           | Николь Кидман                                                                           | • Дайан Лейн — «Неверная» (за роль Конни Самнер)                                    |
| Лучшая актриса                           | Николь Кидман                                                                           | • Джулианна Мур — «Вдали от рая» (за роль Кэти Уайтекер)                            |
| Лучшая актриса                           | Николь Кидман                                                                           | • Рене Зеллвегер — «Чикаго» (за роль Рокси Харт)                                    |
| Лучший актёр второго плана               | Крис Купер                                                                              | ★ Крис Купер — «Адаптация» (за роль Джона Лароша)                                   |
| Лучший актёр второго плана               | Крис Купер                                                                              | • Эд Харрис — «Часы» (за роль Ричарда Брауна)                                       |
| Лучший актёр второго плана               | Крис Купер                                                                              | • Пол Ньюман — «Проклятый путь» (за роль Джона Руни)                                |
| Лучший актёр второго плана               | Крис Купер                                                                              | • Джон Си Райли — «Чикаго» (за роль Эймоса Харта)                                   |
| Лучший актёр второго плана               | Крис Купер                                                                              | • Кристофер Уокен — «Поймай меня, если сможешь» (за роль Фрэнка Эбигнейла-старшего) |
| Лучшая актриса второго плана             | Кэтрин Зета-Джонс                                                                       | ★ Кэтрин Зета-Джонс — «Чикаго» (за роль Вэлмы Келли)                                |
| Лучшая актриса второго плана             | Кэтрин Зета-Джонс                                                                       | • Кэти Бейтс — «О Шмидте» (за роль Роберты Хертцель)                                |
| Лучшая актриса второго плана             | Кэтрин Зета-Джонс                                                                       | • Джулианна Мур — «Часы» (за роль Лоры Браун)                                       |
| Лучшая актриса второго плана             | Кэтрин Зета-Джонс                                                                       | • Куин Латифа — «Чикаго» (за роль «Мамы» Мортон)                                    |
| Лучшая актриса второго плана             | Кэтрин Зета-Джонс                                                                       | • Мерил Стрип — «Адаптация» (за роль Сьюзен Орлеан)                                 |
| Лучший оригинальный сценарий             | Педро Альмодовар                                                                        | ★ Педро Альмодовар — «Поговори с ней»                                               |
| Лучший оригинальный сценарий             | Педро Альмодовар                                                                        | • Тодд Хейнс — «Вдали от рая»                                                       |
| Лучший оригинальный сценарий             | Педро Альмодовар                                                                        | • Джей Кокс, Стивен Заиллян и Кеннет Лонерган — «Банды Нью-Йорка»                   |
| Лучший оригинальный сценарий             | Педро Альмодовар                                                                        | • Ниа Вардалос — «Моя большая греческая свадьба»                                    |
| Лучший оригинальный сценарий             | Педро Альмодовар                                                                        | • Карлос Куарон и Альфонсо Куарон — «И твою маму тоже»                              |
| Лучший адаптированный сценарий           | ★ Рональд Харвуд — «Пианист»                                                            | ★ Рональд Харвуд — «Пианист»                                                        |
| Лучший адаптированный сценарий           | • Питер Хеджес, Крис Вайц и Пол Вайц — «Мой мальчик»                                    |                                                                                     |
| Лучший адаптированный сценарий           | • Чарли Кауфман и Дональд Кауфман — «Адаптация»                                         |                                                                                     |
| Лучший адаптированный сценарий           | • Билл Кондон — «Чикаго»                                                                |                                                                                     |
| Лучший адаптированный сценарий           | • Дэвид Хэйр — «Часы»                                                                   |                                                                                     |
| Лучший анимационный полнометражный фильм | ★ Унесённые призраками / 千と千尋の神隠し (Хаяо Миядзаки)                               | ★ Унесённые призраками / 千と千尋の神隠し (Хаяо Миядзаки)                           |
| Лучший анимационный полнометражный фильм | • Ледниковый период / Ice Age (Крис Уэдж)                                               |                                                                                     |
| Лучший анимационный полнометражный фильм | • Лило и Стич / Lilo & Stitch (Крис Сандерс)                                            |                                                                                     |
| Лучший анимационный полнометражный фильм | • Спирит: Душа прерий / Spirit: Stallion of the Cimarron (Джеффри Катценберг)           |                                                                                     |
| Лучший анимационный полнометражный фильм | • Планета сокровищ / Treasure Planet (Рон Клементс)                                     |                                                                                     |
| Лучший фильм на иностранном языке        | ★ Нигде в Африке / Nirgendwo in Afrika (Германия) реж. Каролина Линк                    | ★ Нигде в Африке / Nirgendwo in Afrika (Германия) реж. Каролина Линк                |
| Лучший фильм на иностранном языке        | • Тайна отца Амаро / El crimen del padre Amaro (Мексика) реж. Карлос Каррера            |                                                                                     |
| Лучший фильм на иностранном языке        | • Герой / 英雄 (Yīngxióng) (Китай) реж. Чжан Имоу                                       |                                                                                     |
| Лучший фильм на иностранном языке        | • Человек без прошлого / Mies vailla menneisyyttä (Финляндия) реж. Аки Каурисмяки       |                                                                                     |
| Лучший фильм на иностранном языке        | • Сёстры / Zus & Zo (Нидерланды) реж. Паула ван дер Уст                                 |                                                                                     |

### Другие категории
| Категории                                    | Лауреаты и номинанты                                                                                                 | Лауреаты и номинанты                                                                          |
| -------------------------------------------- | --- | --------------------------------------------------------------------------------------------- |
| Лучшая музыка: Оригинальный саундтрек        | | ★ Эллиот Голденталь — «Фрида»                                                                 |
| Лучшая музыка: Оригинальный саундтрек        | • Джон Уильямс — «Поймай меня, если сможешь»                                                                         |                                                                                               |
| Лучшая музыка: Оригинальный саундтрек        | • Элмер Бернстайн — «Вдали от рая»                                                                                   |                                                                                               |
| Лучшая музыка: Оригинальный саундтрек        | • Филип Гласс — «Часы»                                                                                               |                                                                                               |
| Лучшая музыка: Оригинальный саундтрек        | • Томас Ньюман — «Проклятый путь»                                                                                    |                                                                                               |
| Лучшая песня к фильму                        | ★ Lose Yourself — «Восьмая миля» — музыка и слова: Эминем, музыка: Джефф Басс и Луис Ресто                           | ★ Lose Yourself — «Восьмая миля» — музыка и слова: Эминем, музыка: Джефф Басс и Луис Ресто    |
| Лучшая песня к фильму                        | • Burn It Blue — «Фрида» — музыка: Эллиот Голденталь, слова: Джули Теймор                                            |                                                                                               |
| Лучшая песня к фильму                        | • Father and Daughter — «Дикая семейка Торнберри» — музыка и слова: Пол Саймон                                       |                                                                                               |
| Лучшая песня к фильму                        | • The Hands That Built America — «Банды Нью-Йорка» — музыка и слова: Боно, Эдж, Адам Клейтон и Ларри Маллен мл. (U2) |                                                                                               |
| Лучшая песня к фильму                        | • I Move On — «Чикаго» — музыка: Джон Кандер, слова: Фред Эбб                                                        |                                                                                               |
| Лучший монтаж                                | ★ Мартин Уолш — «Чикаго»                                                                                             | ★ Мартин Уолш — «Чикаго»                                                                      |
| Лучший монтаж                                | • Тельма Скунмейкер — «Банды Нью-Йорка»                                                                              |                                                                                               |
| Лучший монтаж                                | • Питер Бойл — «Часы»                                                                                                |                                                                                               |
| Лучший монтаж                                | • Майкл Хортон — «Властелин колец: Две крепости»                                                                     |                                                                                               |
| Лучший монтаж                                | • Эрве Де Люс — «Пианист»                                                                                            |                                                                                               |
| Лучшая операторская работа                   | ★ Конрад Л. Холл (посмертно) — «Проклятый путь»                                                                      | ★ Конрад Л. Холл (посмертно) — «Проклятый путь»                                               |
| Лучшая операторская работа                   | • Дион Биби — «Чикаго»                                                                                               |                                                                                               |
| Лучшая операторская работа                   | • Эдвард Лэкмен — «Вдали от рая»                                                                                     |                                                                                               |
| Лучшая операторская работа                   | • Михаэль Балльхаус — «Банды Нью-Йорка»                                                                              |                                                                                               |
| Лучшая операторская работа                   | • Павел Эдельман — «Пианист»                                                                                         |                                                                                               |
| Лучшая работа художника                      | ★ Джон Мир (постановщик), Гордон Сим (декоратор) — «Чикаго»                                                          | ★ Джон Мир (постановщик), Гордон Сим (декоратор) — «Чикаго»                                   |
| Лучшая работа художника                      | • Фелипе Фернандес дель Пасо (постановщик), Хания Робледо (декоратор) — «Фрида»                                      |                                                                                               |
| Лучшая работа художника                      | • Данте Ферретти (постановщик), Франческа Ло Скьяво (декоратор) — «Банды Нью-Йорка»                                  |                                                                                               |
| Лучшая работа художника                      | • Грант Мейджор (постановщик), Дэн Хенна, Алан Ли (декораторы) — «Властелин колец: Две крепости»                     |                                                                                               |
| Лучшая работа художника                      | • Деннис Гасснер (постановщик), Нэнси Хэй (декоратор) — «Проклятый путь»                                             |                                                                                               |
| Лучший дизайн костюмов                       | ★ Коллин Этвуд — «Чикаго»                                                                                            | ★ Коллин Этвуд — «Чикаго»                                                                     |
| Лучший дизайн костюмов                       | • Джули Уайсс — «Фрида»                                                                                              |                                                                                               |
| Лучший дизайн костюмов                       | • Сэнди Пауэлл — «Банды Нью-Йорка»                                                                                   |                                                                                               |
| Лучший дизайн костюмов                       | • Энн Рот — «Часы»                                                                                                   |                                                                                               |
| Лучший дизайн костюмов                       | • Анна Б. Шеппард — «Пианист»                                                                                        |                                                                                               |
| Лучший звук                                  | ★ Майкл Минклер, Доминик Тавелла, Дэвид Ли — «Чикаго»                                                                | ★ Майкл Минклер, Доминик Тавелла, Дэвид Ли — «Чикаго»                                         |
| Лучший звук                                  | • Том Флайшмен, Юджин Джирти, Иван Шэррок — «Банды Нью-Йорка»                                                        |                                                                                               |
| Лучший звук                                  | • Кристофер Бойс, Майкл Семаник, Майкл Хеджес, Хэммонд Пик — «Властелин колец: Две крепости»                         |                                                                                               |
| Лучший звук                                  | • Скотт Миллан, Боб Бимер, Джон Притчетт — «Проклятый путь»                                                          |                                                                                               |
| Лучший звук                                  | • Кевин О’Коннелл, Грег П. Расселл, Эд Новик — «Человек-паук»                                                        |                                                                                               |
| Лучший звуковой монтаж                       | ★ Итан Ван дер Рин, Майк Хопкинс — «Властелин колец: Две крепости»                                                   | ★ Итан Ван дер Рин, Майк Хопкинс — «Властелин колец: Две крепости»                            |
| Лучший звуковой монтаж                       | • Ричард Химнс, Гэри Райдстром — «Особое мнение»                                                                     |                                                                                               |
| Лучший звуковой монтаж                       | • Скотт Хекер — «Проклятый путь»                                                                                     |                                                                                               |
| Лучшие визуальные эффекты                    | ★ Джим Ригель, Джо Леттери, Рэндалл Уильям Кук, Алекс Функе — «Властелин колец: Две крепости»                        | ★ Джим Ригель, Джо Леттери, Рэндалл Уильям Кук, Алекс Функе — «Властелин колец: Две крепости» |
| Лучшие визуальные эффекты                    | • Джон Дайкстра, Скотт Стокдик, Энтони Ламолинара, Джон Фрезьер — «Человек-паук»                                     |                                                                                               |
| Лучшие визуальные эффекты                    | • Роб Коулмэн, Пабло Хелман, Джон Нолл, Бен Сноу — «Звёздные войны. Эпизод II: Атака клонов»                         |                                                                                               |
| Лучший грим                                  | ★ Джон Э. Джексон, Беатрис Де Альба — «Фрида»                                                                        | ★ Джон Э. Джексон, Беатрис Де Альба — «Фрида»                                                 |
| Лучший грим                                  | • Джон М. Эллиот-мл., Барбара Лоренц — «Машина времени»                                                              |                                                                                               |
| Лучший документальный полнометражный фильм   | ★ Боулинг для Колумбины / Bowling for Columbine (Майкл Мур и Майкл Донован)                                          | ★ Боулинг для Колумбины / Bowling for Columbine (Майкл Мур и Майкл Донован)                   |
| Лучший документальный полнометражный фильм   | • Дочь из Дананги / Daughter from Danang (Гэйл Долгин и Висенте Франко)                                              |                                                                                               |
| Лучший документальный полнометражный фильм   | • Пленник рая / Prisoner of Paradise (Малкольм Кларк и Стюарт Сендер)                                                |                                                                                               |
| Лучший документальный полнометражный фильм   | • Заворожённый / Spellbound (Джеффри Блитц и Шон Уэлш)                                                               |                                                                                               |
| Лучший документальный полнометражный фильм   | • Птицы / Le Peuple Migrateur (Жак Перрен)                                                                           |                                                                                               |
| Лучший документальный короткометражный фильм | ★ Башни-близнецы / Twin Towers (Билл Гуттентаг и Роберт Дэвид Порт)                                                  | ★ Башни-близнецы / Twin Towers (Билл Гуттентаг и Роберт Дэвид Порт)                           |
| Лучший документальный короткометражный фильм | • Коллекционер с Бедфорд-стрит / The Collector of Bedford Street (Элис Эллиотт)                                      |                                                                                               |
| Лучший документальный короткометражный фильм | • Времена великих: Наследство Розы Паркс / Mighty Times: The Legacy of Rosa Parks (Роберт Хадсон и Роберт Хьюстон)   |                                                                                               |
| Лучший документальный короткометражный фильм | • Почему мы не можем снова быть семьёй? / Why Can’t We Be a Family Again? (Роджер Вайсберг и Мюррей Носсел)          |                                                                                               |
| Лучший игровой короткометражный фильм        | ★ Этот очаровашка / Der er en yndig mand (Мартин Странге-Хансен и Мие Андресен)                                      | ★ Этот очаровашка / Der er en yndig mand (Мартин Странге-Хансен и Мие Андресен)               |
| Лучший игровой короткометражный фильм        | • Умрём вместе / Fait D’Hiver (Дирк Бельэн и Аня Делеман)                                                            |                                                                                               |
| Лучший игровой короткометражный фильм        | • Я буду следующим / J’attendrai le suivant… (Филипп Орренди и Томас Гаудин)                                         |                                                                                               |
| Лучший игровой короткометражный фильм        | • Собака / Inja (Стив Пасвольски и Джо Уэзерстоун)                                                                   |                                                                                               |
| Лучший игровой короткометражный фильм        | • Джонни Флайтон / Johnny Flynton (Лекси Александр и Александр Буоно)                                                |                                                                                               |
| Лучший анимационный короткометражный фильм   | ★ Чаббчаббы! / The ChubbChubbs! (Эрик Армстронг)                                                                     | ★ Чаббчаббы! / The ChubbChubbs! (Эрик Армстронг)                                              |
| Лучший анимационный короткометражный фильм   | • Кафедральный собор / Katedra (Томаш Багиньский)                                                                    |                                                                                               |
| Лучший анимационный короткометражный фильм   | • Скалы / Das Rad (Крис Стеннер и Хайди Виттлингер)                                                                  |                                                                                               |
| Лучший анимационный короткометражный фильм   | • Новая машина Майка / Mike’s New Car (Пит Доктер и Роджер Гулд)                                                     |                                                                                               |
| Лучший анимационный короткометражный фильм   | • Голова-гора / 頭山 (Кодзи Ямамура)                                                                                 |                                                                                               |

### Специальная награда
| Премия за выдающиеся заслуги в кинематографе (Почётный «Оскар») | Питер О’Тул | ★ Питер О’Тул — человеку, чьи яркие таланты позволили истории кино обрести одну из самых выдающихся фигур. |